# Le Collectionneur (roman)
Pour les articles homonymes, voir Le Collectionneur.
 (août 2014).
Si vous disposez d'ouvrages ou d'articles de référence ou si vous connaissez des sites web de qualité traitant du thème abordé ici, merci de compléter l'article en donnant les références utiles à sa vérifiabilité et en les liant à la section « Notes et références ».
Le Collectionneur est un roman policier québécois de Chrystine Brouillet, paru en 1995 aux éditions La Courte Échelle. Il s'agit de la troisième enquête ayant pour héroïne la détective Maud Graham.
Le roman a été adapté au cinéma en 2002 par Jean Beaudin.

## Résumé
L’enquêtrice Maud Graham suit les traces d'un sadique tueur en série, surnommé le collectionneur, il mutile ses victimes en leur sectionnant un membre, qu'il conserve pour confectionner un corps entier par la suite. Ces crimes sont commis à Québec et, pendant son enquête, Maud Graham doit aussi s'occuper d'un jeune prostitué âgé de 16  qui semble pouvoir l'aider à identifier l'auteur de ces meurtres dignes d'un chirurgien. 

## Personnages
- Maud Graham : Protagoniste du roman, enquêtrice, elle a environ 40 ans.

- Grégoire : Âgé d'à peine 16 ans, il est un jeune prostitué. Il appelle souvent Maud par le surnom « Biscuit » et il lui donne beaucoup de cadeaux, il a une relation avec un prof d'université.

- Frédéric : 12 ans, fugueur, vient de Montréal, il a deux amis à Montréal qui sont Dan et Sebas.

- Michaël Rochon : Il est le collectionneur

- Alain Gagnon : Il est un collègue de Graham, il souhaite sortir avec elle.

- Claude Brunet :Il est un chauffeur de taxi, un suspect présumé, a une relation avec une fille de 15 ans

## Adaptation
- 2002 : Le Collectionneur, film québécois de Jean Beaudin, d'après le roman éponyme, avec Maude Guérin et Luc Picard